# Предмостова (станція)
Залізни́чна ста́нція Предмостова́ — головна вантажна залізнична станція міста Сіверськодонецька. Знаходиться за 1 км від межі міста, в селі Воєводівка. Станція розташована на тупиковій одноколійній залізниці, яка проходить з півночі на південь, на південному сході від станції відходить двоколійна гілка до міст Лисичанська і Рубіжного.

## Історія
Відкриття відбулося 10 липня 1935 року. Гілка з'єднувала Сіверськодонецьк і Рубіжне. Довжина гілки 8 км. У складі гілки 1 міст через річку Борова та три мости, на випадок повіні. Керував будівництвом С. Й. Скороход.
Сама станція була відкрита у 1951 році для потреб промисловості Сіверськодонецька.